# Shoreacres
Shoreacres è un centro abitato degli Stati Uniti d'America, situato nella contea di Chambers e nella contea di Harris dello Stato del Texas.

## Geografia fisica
Shoreacres è situata a 29°37′13″N 95°01′00″W (29.620395, -95.016710).
Secondo lo United States Census Bureau, ha un'area totale di 0,97 miglia quadrate (2,5 km²), di cui 0,93 miglia quadrate (2,4 km²) di terreno e 0,039 miglia quadrate (0,1 km²), o 5,86%, d'acqua.

## Società

### Evoluzione demografica
Secondo il censimento del 2000, c'erano 1.488 persone, 559 nuclei familiari, e 455 famiglie residenti nella città. La densità di popolazione era di 1.656,1 persone per miglio quadrato (638,4/km²). C'erano 594 unità abitative a una densità media di 661,1 per miglio quadrato (254,8/km²). La composizione etnica della città era formata dal 94,15% di bianchi, l'1.01% di afroamericani, lo 0,07% di nativi americani, lo 0,94% di asiatici, lo 0,07% di isolani del Pacifico, il 2,96% di altre razze, e lo 0,81% di due o più etnie. Ispanici o latinos di qualunque razza erano il 7,66% della popolazione.
C'erano 559 nuclei familiari di cui il 32,2% avevano figli di età inferiore ai 18 anni, il 72,1% erano coppie sposate conviventi, il 5,9% aveva un capofamiglia femmina senza marito, e il 18,6% erano non-famiglie. Il 15,6% di tutti i nuclei familiari erano individuali e il 7,3% aveva componenti con un'età di 65 anni o più che vivevano da soli. Il numero di componenti medio di un nucleo familiare era di 2,66 e quello di una famiglia era di 2,96.
La popolazione era composta dal 23,9% di persone sotto i 18 anni, il 6,0% di persone dai 18 ai 24 anni, il 28,2% di persone dai 25 ai 44 anni, il 30,4% di persone dai 45 ai 64 anni, e l'11,4% di persone di 65 anni o più. L'età media era di 41 anni. Per ogni 100 femmine c'erano 102,2 maschi. Per ogni 100 femmine dai 18 anni in giù, c'erano 100,4 maschi.
Il reddito medio di un nucleo familiare era di 71.985 dollari, e quello di una famiglia era di 75.941 dollari. I maschi avevano un reddito medio pro capite di 51.523 dollari contro i 31.389 dollari delle femmine. Il reddito medio pro capite era di 29.370 dollari. Circa l'1.1% delle famiglie e l'1.8% della popolazione erano sotto la soglia di povertà, incluso lo 0,5% di persone sotto i 18 anni e il 2,8% di persone di 65 anni o più.